# 마지상
마지상(중국어: 馬志翔, 타로코어: Umin Boya 우민 보야, 1978년 3월 1일 ~ )은 배우, 영화 감독, 각본가, 텔레비전 배우이다. 위리진에서 태어났다.

## 방송
- 십팔세적약정
- 대의원소의사

## 영화
- 백일홍 (2015년)
- 카노 (2014년)
- 17세의 꿈 (2012년)
- 워리어스 레인보우 2 : 최후의 결전 (2011년)
- 워리어스 레인보우: 항전의 시작 (2011년)
- 함두장 (2002년)